# Tervosaari (ö i Södra Savolax, Nyslott, lat 62,11, long 28,22)
Tervosaari är en halvö i Finland. Den ligger i sjön Haukivesi och i kommunen Rantasalmi i den ekonomiska regionen  Nyslotts ekonomiska region  och landskapet Södra Savolax, i den sydöstra delen av landet, 270 km nordost om huvudstaden Helsingfors.